# Lassaâd Metoui
Lassaâd Metoui, né le 28 janvier 1963 à Gabès, est un artiste tunisien spécialisé dans la calligraphie de la langue arabe.

## Biographie
Il étudie les beaux-arts à Gabès de 1983 à 1987, puis l'histoire de l'art à Nantes et la calligraphie romaine à Toulouse de 1990 à 1992.
Il enseigne ensuite la calligraphie, mais organise aussi des ateliers et contribue par ses calligraphies à des publications de textes de Gibran Khalil Gibran, Omar Khayyam ou Malek Chebel.
Il travaille par ailleurs avec Alain Rey.

## Expositions
En 2018, une importante exposition lui est consacrée à l'Institut du monde arabe à Paris.

## Parutions
- Gibran Khalil Gibran (trad. de l'arabe), Les 7 Cités de l'amour, Paris, Vega, 2007, 255 p. (ISBN 978-2-85829-464-0) avec un recueil de calligraphies arabes originales dessinées par Lassaâd Metoui.